# 笃来帖木儿
笃来帖木儿（Duwa Temür，?—1331年），又作都来帖木儿，察合台汗笃哇的幼子。察合台汗国第十六代大汗。
都来帖木儿在也先不花和元仁宗的战争中他曾经投降过元朝。1329年，燕只吉台去世，都来帖木儿继位。1330年，他和钦察汗月即别、伊儿汗不赛因献上本藩地图。元文宗颁布《经世大典》，附图上说明察合台汗国的可汗是都来帖木儿，钦察汗国、伊儿汗国与并列。
1334年，都來帖木兒之子不贊起兵，殺死了答兒麻失里，成為察合台汗国第十八代大汗，